# VC Vita Club
Maillots
L'AS Vita Volley Club, également connu sous le nom de Vita Volley, est un club de volley-ball congolais, basé à Kinshasa, qui évolue en Entente urbaine de volley-ball de Kinshasa (1er niveau national),,,.

## Histoire
En 2002, le club arrive avec 48 heures de retard au Sénégal pour jouer la phase finale du Championnat d'Afrique.
En 2017, remporte le titre de champion d'Afrique Zone 4 en finale face à DGSP. Les deux équipes se sont affrontées, lors de la 4e journée. Seul le tie-break les a départagées (3 sets à 2 en faveur de V Club). elles ont commencé la compétition en battant Kinda Odzoho 3 sets à 0, avant d’enchaîner par une victoire sur ce score identique devant VC La Loi, un autre club de la RDC. V Club a confirmé sa qualification, le 9 novembre, en battant le VC Canon de la RDC 3 sets à 0 au gymnase Henri-Elendé.
Le 12 juillet 2022, Les volleyeuses du VC V.Club ont signé une pétition en guise de désapprobation du président du club, Zeze Masikini, indique une correspondance, adressée  au président de l’Entente urbaine de volleyball de Kinshasa (EUVOKIN).
Les volleyeuses de V.Club ont reprochées au président Zeze Masikini son ingestion.

## Aspects juridique et économiques

### Budget
| 2016     | 2017     |
| -------- | -------- |
| 11 180 $ | 20 000 $ |

## Palmarès
| Compétition                    | Résultats                   |
| ------------------------------ | --------------------------- |
| EUVOKIN (5)                    | Vainqueur : 2016            |
| Championnat de Nationale 1 (6) | Vainqueur : 2002,2012, 2016 |
| Championnat d'Afrique - Zone 4 | Vainqueur : 2016, 2017      |

## Personnalités du club

### Présidents

#### Présidents des supporteurs
- 2016 :  Zeze Masikini[8]

#### Présidents du club
- 2016 :  Michel Kabuya[8]
- 2020 - :   Zeze Masikini[11],[12],[13]

#### Tuteur
- 2016 :  Toussaint[8]

### Joueuses emblématiques
- Makengo[8]
- Tetila[8]
- Margot Mutshima[14]
- Patience Tshama[14]

## Culture populaire
Depuis sa création, le club entretien comme dans les autres discipline une éternel rivalités avec le VC DCMP.